# 이봉수 (1954년)
이봉수(1954년 ~ )는 대한민국의 언론인이자 교육자이다.

## 생애
1954년 경상북도 안동에서 태어났으며 서울대학교 국어교육과, 환경대학원을 졸업하고 1984년 조선일보에 입사하여 기자가 되었으며 1988년 한겨레 창간에 참여했다. 이후 한국의 토지·주택문제를 이슈화함으로써 토지공개념 관련 입법 여론을 일으키는 데 기여했다. 이문옥 감사원 감사관의 제보를 받아 심각한 재벌 비업무용 부동산 보유 실태 등을 폭로했고, 삼성의 자동차산업 진출과 같은 중복과잉투자를 비판하는 등 재벌 문제들을 집중적으로 제기했다.
1996년 한겨레 대표필진으로 선발돼 ‘이봉수의 역사와 만나는 경제’, ‘이야기 경제’ 등 고정칼럼을 썼다. 그는 "외환위기의 중요한 원인 가운데 하나를 한국의 언론, 특히 경제저널리즘이 제공했다는 자각과 부채의식"을 느끼고 2000년 한겨레를 퇴사한 뒤 장하준 교수 초청으로 케임브리지대 경제학과 유학길에 올랐다. 런던 대학교 골드스미스 칼리지에 입학해 제임스 커런 교수 밑에서 6년 동안 공부하여 '미디어와 경제위기'라는 논문으로 박사학위를 취득했다.
이후 대한민국 언론계의 '도제식 기자 양성 시스템'에 회의감을 느끼고 2008년 세명대학교에 저널리즘스쿨 대학원을 열어 원장을 역임하며 저널리즘 교육에 힘쓰고 있다. 또한 저널리즘스쿨이 만드는 비영리 대안매체 단비뉴스의 데스크를 겸하고 있다. KBS ‘미디어포커스’ 자문위원 활동을 하면서 프레시안 등에 언론비평 칼럼을 썼다. 한겨레와 경향신문의 시민편집인으로서 6년간 미디어비평 칼럼을 연재했고, KBS 경영평가위원을 역임했다.

## 학력
- 서울대학교 국어교육학 학사
- 서울대학교 환경대학원 도시계획학 석사
- 런던대학교 골드스미스칼리지 미디어/커뮤니케이션학 박사

## 경력
해군 서해 OO도 레이더기지 부기지장
럭키금성그룹 기획조정실 사원
조선일보 기자
한겨레 기자, 논설위원, 경제부장
케임브리지대 경제학과 객원연구원
KBS 자문위원
한겨레 시민편집인
경향신문 시민편집인
KBS 경영평가위원
세명대학교 저널리즘스쿨대학원장
MBC저널리즘스쿨 책임교수